# Alopekos
Alopekos (altgriechisch Ἀλώπεκος Alṓpekos) ist eine Person der griechischen Mythologie.
Alopekos war nach Pausanias der Sohn des Lakedaimoniers Irbos und somit ein Nachfahre des mythischen spartanischen Königs Agis in vierter Generation. Mit seinem Bruder Astrabakos verfiel er dem Wahnsinn, als sie gemeinsam das von Orestes und Iphigenie nach Sparta entführte Kultbild der Artemis Orthia in einem Lygosstrauch fanden. Sie waren die ersten, die in Sparta dem bösartigen Wesen der Orthia zum Opfer fielen, deren Kult in der Folge mit Menschenopfern verbunden war, bis ihn Lykurg durch das Auspeitschen von Epheben ersetzte, um den Altar der Orthia mit menschlichem Blut zu beflecken und auf diese Weise den Blutdurst der Göttin zu befriedigen.